# 소승불교
소승불교(小乘佛敎, 영어: Hīnayāna Bhuddism) 또는 히나야나(Hinayana)는 '비교적 작은 탈 것'(smaller vehicle)을 가리키는 것으로서 대승불교 운동이 전개 후 불자들이 스스로를 이타(利他)를 목표로 한 '위대하고 뛰어난 탈것'(great vehicle)이라 하고 그 이전의 부파 불교를 자리(自利)만에 시종하는 열악(劣惡)한 탈것이라고 폄칭(貶稱)한 데서 이렇게 불렸다. 따라서 가치비판적인 의미에서 붙여진 호칭이며 부파 불교의 입장에 서는 사람들은 이 폄칭을 사용하지 않고 스스로를 테라바다(Theravada), 즉 상좌부(上座部) 불교라 부르고 있다.
원시 불교는 불멸 후 100년경에 보수파의 상좌부(上座部)와 진보파의 대중부(大衆部)로 분열하고, 불멸 후 300년경에는 전부 20부로 분열하였는데, 각 부파는 아비달마라고 불리는 번쇄하고 형식적인 학문체계를 가진 논서(論書)를 만들어 각 부마다 독자(獨自)의 삼장(三藏)을 가지고 있었다. 그러나 그 교단은 출가자만의 이른바 출가교단이었으며, 이윽고 재가의 신자들이 중심이 되어서 새로운 대승 불교를 일으키는데 대승 불교의 교리에도 소승 불교의 것이 많이 쓰이고 있으며 대승 불교 흥기 후에도 동남아시아를 중심으로 전통이 유지되고 있다.

## 연표
| 연표: 불교 전통의 성립과 발전 (기원전 450년경부터 기원후 1300년경까지)                 |                         |          |                    |                          |                          |                          |                          |                          |               |               |               |
|                                                                                        |                         |          |                    |                          |                          |                          |                          |                          |               |               |               |
|                                                                                        | 450 BCE                 | 450 BCE  | 250 BCE            | 100 CE                   | 100 CE                   | 500 CE                   | 500 CE                   | 700 CE                   | 800 CE        | 800 CE        | 1200 CE       |
|                                                                                        |                         |          |                    |                          |                          |                          |                          |                          |               |               |               |
| 인도                                                                                   | 원시불교                |          |                    |                          |                          |                          |                          |                          |               |               |               |
| 인도                                                                                   | 원시불교                | 부파불교 | 부파불교           | 부파불교                 | 부파불교                 | 대승불교                 | 대승불교                 | 밀교·금강승              | 밀교·금강승   | 밀교·금강승   |               |
| 인도                                                                                   | 원시불교                | 부파불교 | 부파불교           | 부파불교                 | 부파불교                 |                          |                          |                          |               |               |               |
| 인도                                                                                   | 원시불교                |          |                    |                          |                          |                          |                          |                          |               |               |               |
| 인도                                                                                   | 원시불교                |          |                    |                          |                          |                          |                          |                          |               |               |               |
|                                                                                        |                         |          |                    |                          |                          |                          |                          |                          |               |               |               |
| 스리랑카 · 동남아시아                                                                  |                         |          | 상좌부 불교        | 상좌부 불교              |                          |                          |                          |                          |               |               |               |
| 스리랑카 · 동남아시아                                                                  |                         |          |                    |                          |                          |                          |                          |                          |               |               |               |
| 스리랑카 · 동남아시아                                                                  |                         |          |                    |                          |                          |                          |                          |                          |               |               |               |
|                                                                                        |                         |          |                    |                          |                          |                          |                          |                          |               |               |               |
| 중앙아시아                                                                             |                         |          | 그레코 불교        | 그레코 불교              | 그레코 불교              | 그레코 불교              |                          | 티베트 불교              | 티베트 불교   | 티베트 불교   | 티베트 불교   |
| 중앙아시아                                                                             |                         |          |                    |                          |                          |                          |                          | 티베트 불교              | 티베트 불교   | 티베트 불교   | 티베트 불교   |
| 중앙아시아                                                                             | 비단길을 통한 불교 전파 |          |                    |                          |                          |                          |                          | 티베트 불교              | 티베트 불교   | 티베트 불교   | 티베트 불교   |
|                                                                                        |                         |          |                    |                          |                          |                          |                          |                          |               |               |               |
| 동아시아 · 한·중·일                                                                    |                         |          |                    | 천태종 · 정토종 · 일련종 | 천태종 · 정토종 · 일련종 | 천태종 · 정토종 · 일련종 | 천태종 · 정토종 · 일련종 | 천태종 · 정토종 · 일련종 | 밀교 · 진언종 | 밀교 · 진언종 | 밀교 · 진언종 |
| 동아시아 · 한·중·일                                                                    |                         |          |                    | 천태종 · 정토종 · 일련종 | 천태종 · 정토종 · 일련종 | 천태종 · 정토종 · 일련종 | 천태종 · 정토종 · 일련종 | 천태종 · 정토종 · 일련종 |               |               |               |
|                                                                                        |                         |          |                    |                          |                          |                          |                          |                          |               |               |               |
|                                                                                        | 450 BCE                 | 450 BCE  | 250 BCE            | 100 CE                   | 100 CE                   | 500 CE                   | 500 CE                   | 700 CE                   | 800 CE        | 800 CE        | 1200 CE       |
| \| \| 범례: \| \| = 상좌부 불교 전통 \| \| = 대승불교 전통 \| \| = 밀교·금강승 전통 \| |                         |          |                    |                          |                          |                          |                          |                          |               |               |               |
|                                                                                        | 범례:                   |          | = 상좌부 불교 전통 |                          | = 대승불교 전통          |                          | = 밀교·금강승 전통       |                          |               |               |               |

## 역사
불교 교단이 발전하여 아쇼카왕(재위 BC 268?~232)의 시대가 될 무렵, 교단은 상좌부(上座部)와 대중부(大衆部)로 분열하였다. 자유주의적인 수행승들은 전통적인 교단에 대하여 독립을 선언하고 대중부(摩詞僧祗部)를 수립하였다. 이에 대하여 보수적인 장로(長老)들의 일파를 상좌부라고 하였다. 현재 남방 아시아 제국의 불교도는 상좌부에 속한다.
당시의 출가수행자는 승원에 거주하는 자가 점차로 많아졌으나 승원은 어느 편의 부파(部派)엔가에 소속되어 있었다. 이미 아소카왕 시대에 상좌부 · 대중부의 계통의 두 파로 분열하였고, 그 후 약 백년 동안에 대중부 계통이 잡다하게 분열하였고 이어 약 백 년간에 상좌부 계통이 분열되었다. 흔히 전설에 의하면 18부파(部派)가 새로 분립하였다고 한다. 즉 근본 2부(根本二部: 上座部와 大衆部)와 분파(分派) 18부를 합쳐서 소승 20부(小乘二十部)라고 전해오고 있다. 이들 중에서도 상좌부 계통의 설일체유부(說一切有部) · 독자부(犢子部) · 정량부(正量部) · 화지부(化地部) · 경량부(經量部)는 특히 중요하다. 이들 제부파(諸部派)의 분열이 완료된 때는 기원전 100년경인 것으로 여겨진다. 각 부파는 각각 자파의 교설(敎說)에 권위를 붙여 정통설(正統說)임을 증명하기 위하여 각 부파마다 각각 자기나름대로의 입장에서 종래의 성전(聖典)을 편찬하고 집대성하였다.
4세기 이후가 되면 허다한 강요서(綱要書)가 작성되었으나, 후세에 가장 중시된 것은 바수반두(Vasubandhu · 世親 · 天親: 320?~400?)의 《아비달마구사론(阿毘達摩俱舍論)》이다. 실론에 전하는 상좌부(上座部)에서는 팔리어(語)의 성전(聖典)을 주해연구(注解硏究)하고 있었다. 붓다고사(4세기 후반~5세기)가 인도 본토로부터 실론에 와서 대정사(大精舍)에 전파된 3장(三藏)의 제주석(諸注釋)을 팔리어로 개서(改書)하면서 자신이 주석을 하였다(415~450경). 또 상좌부의 교의(敎義)를 조직적으로 종합하여 《청정도론(淸淨道論)》을 지었다.

## 사상
아쇼카왕 시대가 될 무렵 불교 교단은 상좌부(上座部)와 대중부(大衆部)로 분열하였는데, 교리(敎理)에 관하여서도 여러 가지의 변화가 일어났다. 그 중에서 가장 현저한 변화는 이상적 인격으로서의 부처 및 이상적 상태로서의 열반(涅槃)이 일반수행자에게 너무 거리감 있게 여겨졌다. 그래서 수행과 관련하여 극복해야 할 번뇌에 관한 고찰도 점차로 상세하게 고찰되었고, 선정(禪定)의 종류도 많이 생겼다.
당시의 불교는 인도의 모든 계급 · 직업에 걸쳐 전파되었을 뿐 아니라 그리스인 · 사카인 등의 신자들도 적지 않았다. 그들은 부모의 명복을 비는 추선공양(追善供養)으로서, 혹은 일체 중생에 공덕을 미치기 위하여 스투파(탑)라든가 승원(僧院: 伽藍)을 건조하여 교단에 시주했다. 특히 사카족 및 파르티아족의 국내에서는 국가의 안녕이나 혹은 왕후 일족의 행복을 기도하기 위하여 시주한다고 하는 사상이 났다.
불교 제부파(佛敎諸部派) 중에서 가장 유력했던 것은 설일체유부(說一切有部)였다. 설일체유부(약하여 有部)라는 것은 일체의 법 즉 5온(蘊) · 12처(處) · 18계(界)라 하는 것과 같이 각자의 법의 체계를 의미한다. 유부(有部)에서는 자연세계가 원자(原子: 極微)로 구성되어 있다고 생각하였다. 경량부(經量部)는 경전(經典)만을 전거(典據)로 하여 유부에서 말한 것을 비판적으로 개정하였다. 그들은 색법(色法) 중의 4대(四大)와 마음의 실유(實有)를 인정하면서 기타의 것의 실유(實有)는 부인하였다.
이상의 상좌부 계통의 사상에 대하여 대중부 계통에서는 부처(佛)의 초인성(超人性) · 절대성을 강조하며, 보살(菩薩)의 미덕을 강조하여 우리들의 "심성(心性)은 본래 정(本淨)하다"고 주장하였다. 부처 · 보살 · 심성에 대한 대중부 계통의 이러한 사상들은 모두 대승불교(大乘佛敎)에 이르는 과도기적 기반 사상이 되었다.

## 참고 문헌
- 이 문서에는 다음커뮤니케이션(현 카카오)에서 GFDL 또는 CC-SA 라이선스로 배포한 글로벌 세계대백과사전의 "동양사상 > 동양의 사상 > 인도의 사상 > 불교 > 소승제파의 성립(상좌부와 대중부)" 항목을 기초로 작성된 글이 포함되어 있습니다.

## 같이 보기
- 주의주의
- 주지주의